# Ryan Wesley Routh
Ryan Wesley Routh, född 18 februari 1966, är en amerikansk aktivist som påstås ha försökt mörda USA:s 45:e president och den dåvarande republikanska kandidaten för presidentvalet 2024, Donald Trump, den 15 september 2024. Rouths motiv är för närvarande under utredning.  
Den 15 september 2024 avlossade en agent från Secret Service minst fyra skott mot Routh, som gömde sig med ett gevär av typen SKS i ett buskage vid Trump International Golf Club i West Palm Beach, Florida. Han påstås ha riktat sitt vapen genom golfbanans staket, på ett avstånd av cirka 300–500 meter från den före detta presidenten och presidentvalets segrare 2024. Trump befann sig då mellan hål fem och sex tillsammans med en republikansk donator och fastighetsinvesterare, Steve Witkoff. Routh flydde platsen men greps senare. FBI meddelade den 16 september att Routh inte hade avlossat sitt vapen.
Routh har förklarat sig oskyldig i fem federala åtal, inklusive försök att mörda en presidentkandidat. Hans rättegång är planerad att börja den 8 september 2025. Om han fälls riskerar han livstids fängelse.

## Biografi

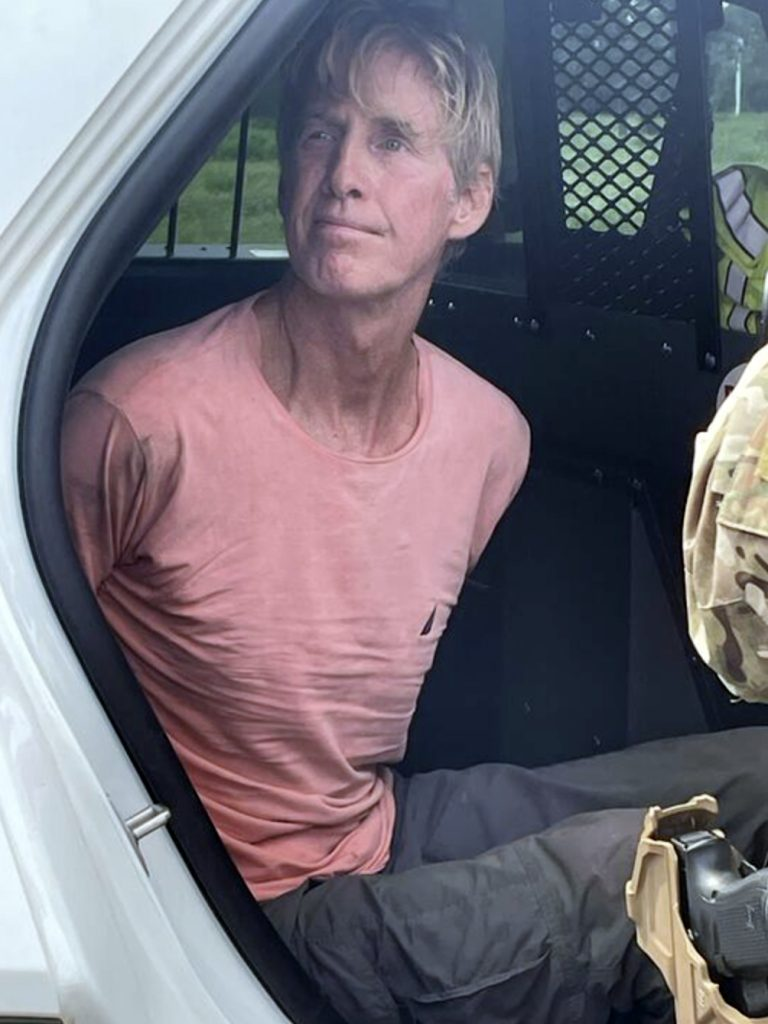
Routh gripen efter händelsen.

Ryan Wesley Routh föddes den 18 februari 1966 i Guilford County, North Carolina. Han var under större delen av sitt liv bosatt i Greensboro, där han studerade två terminer vid North Carolina A&T State University år 1995.
Senare drev han ett takläggningsföretag. I januari 1989 gifte sig Routh med Lora Wilson Routh och de fick två söner och en dotter tillsammans. Paret skilde sig den 22 januari 2003.
Den 2 april 1991 konfronterade och jagade Ryan Wesley Routh en misstänkt våldtäktsman runt ett kontorskomplex. Den misstänkte, Terrance Bryant (född 28 oktober 1962), var efterlyst för en rad inbrott, överfall och rån i både Greensboro och delstaten New York. Bryant, då 28 år gammal och bosatt i Greensboro, greps senare samma kväll och dömdes följande år till livstids fängelse i maj 1992. För sin insats i att konfrontera den misstänkte hedrades Routh och tilldelades en "Law Enforcement Oscar".
Den 15–16 december 2002 dömdes Routh för innehav av vapen, för att ha motverkat och försenat en polisinsats samt för att ha kört bil utan giltigt körkort. Händelsen ledde till en tre timmar lång konfrontation med polisen. Han stoppades under en rutinkontroll, lade handen på ett vapen och körde sedan till ett närliggande takföretag, där han barrikaderade sig. År 2003 dömdes han för att ha kört utan körkort, burit ett dolt vapen samt smitning från en olycka. Den 10 februari 2010 dömdes han för innehav av stöldgods. För dessa brott fick han villkorlig dom.
Före sitt påstådda försök att mörda Donald Trump hade Routh haft över hundra brottsanmälningar riktade mot sig under sitt liv.
År 2018 flyttade han till Kaʻaʻawa, Hawaii, där han startade ett företag för att bygga skjul tillsammans med sin son Adam Routh. Routh och hans andra son, Oran Alexander Routh, hade ett konfliktdrabbat förhållande och talade inte med varandra före mordförsöket. Efter händelsen beskrev Oran sin far som "en kärleksfull och omtänksam far, och en ärlig, hårt arbetande man", och att det "inte låter som mannen jag känner att göra något galet, än mindre våldsamt".
Kim Mungo, en granne som kände Routh i 18 år innan han flyttade till Hawaii, beskrev familjen som "konstig" och uttryckte att mängden vapen i deras ägo gjorde grannskapet obekväma. Hon nämnde även att hon ibland körde Rouths dotter, Sara Ellen Routh, till skolan. Hon hävdade att familjen aldrig uttryckte några starka politiska åsikter.

### Kriget mellan Ryssland och Ukraina
Routh hävdade på sina sociala mediekonton och i intervjuer med The New York Times, Newsweek Romania och Der Tagesspiegel under 2022 att han försökte rekrytera utländska soldater för Ukraina i dess försvar mot den ryska invationen.
Newsweek rapporterade att Routh hade påstått att han stridit i Ukraina, medan han berättade för The New York Times att han inte stridit i Ukraina.
I en intervju med en rumänsk reporter i Kyiv 2022 uppgav Routh att han flugit till Ukraina för att ansluta sig till armén efter Rysslands fullskaliga invasion, men fick veta att han inte var "en idealisk kandidat" för slagfältet eftersom han var i 50-årsåldern och saknade militär erfarenhet. Senare under 2022 sa Routh i en intervju att han, efter att ha blivit avvisad för militärtjänst, började rekrytera frivilliga soldater för den ukrainska militären.
Routh klagade på hinder för att Ukraina skulle acceptera utländska soldater och sa att "Ukraina är ofta svårt att samarbeta med, de är rädda att vem som helst kan vara en rysk spion".
Routh filmades vid en demonstration i Självständighetstorget i Kyiv i april 2022.
En tidigare volontär för Ukrainas internationella legion, Evelyn Aschenbrenner, beskrev Routh som "illusionerad" och en "lögnare" gällande hans påståenden om att han rekryterade för den ukrainska militären. Aschenbrenner sa: "Han var stridslysten. Han var argumenterande. Han vägrade förstå grundläggande armépolicies". Hon lade till att det fanns storhetsvansinne och att han var "mycket frånkopplad från verkligheten". Internationella legionen för försvaret av Ukraina uppgav i ett uttalande att Routh aldrig hade varit "en del av, associerad med eller kopplad till legionen på något sätt".

## Mordförsök på Donald Trump
Den 15 september 2024, klockan 01:59, ska Routh enligt uppgift ha tagit position på Trumps golfbana i Palm Beach, Florida. Han observerades senare av en  Secret Service agent klockan 13:31. Agenten öppnade eld mot Routh, som tappade sitt vapen och flydde i ett fordon i närheten. Efter skottlossningen eskorterades Trump bort från golfbanan av sin Secret Service-beskyddande enhet.
Klockan 14:22 greps Routh på en motorväg i Martin County som misstänkt och åtalades senare för två brott: innehav av ett skjutvapen som dömd brottsling och innehav av ett skjutvapen med borttaget serienummer. På dagen när han fick sitt åtal sågs han le och skratta med sin advokat. Videomaterial från hans gripande släpptes också till allmänheten.
Routh åtalades den 24 september för mordförsök på en presidentkandidat, samt "angrepp på en federal tjänsteman" och "innehav av skjutvapen i samband med ett våldsbrott." Den 18 december åtalades Routh dessutom för "försök till grovt mord" efter att det avslöjades att hans flykt från platsen ledde till en trafikolycka där en sexårig flicka skadades.

### Gripandet av sonen
Under utredningen efter mordförsöket genomsökte myndigheter Rouths sons hem i Greensboro. 35-årige Oran Alexander Routh hade tidigare försvarat sin far i en intervju. Myndigheterna hittade hundratals filer med barnpornografi på hans elektroniska enheter och åtalade honom för två fall av innehav och mottagande av material relaterat till sexuella övergrepp på barn. Oran förnekade anklagelserna och släpptes till sin mors vårdnad, med rättegång planerad till december 2024.
Ytterligare åtal väcktes mot honom, inklusive ett annat fall av mottagande av barnpornografi, transport av barnpornografi samt innehav av material som involverade ett barn under 12 år.

## Förundersökning
Den 23 september offentliggjorde Justitiedepartementet en anteckning som Routh hade skrivit flera månader före hans gripande, där han beskrev ett "mordförsök" och erbjöd en belöning för att döda Donald Trump. I brevet ska Routh ha skrivit: "Det här var ett mordförsök på Donald Trump men jag misslyckades", och gick vidare med att erbjuda "$150 000 till den som kan fullfölja jobbet." Myndigheterna tror att detta brev kan ha varit ett tecken på Rouths plan för sina senare handlingar samt hans erkännande av misslyckandet i att genomföra den påstådda planen. Tidigare justitieminister William Barr kritiserade Justitiedepartementet för att ha offentliggjort brevet, eftersom det uppmanade folk att 'slutföra jobbet' med att döda Trump genom att erbjuda en kontantbelöning, vilket skulle kunna leda till potentiella framtida mordförsök och konspirationer.
Samma dag fann FBI-agenter dokument som innehöll en handskriven lista med platser där den före detta presidenten hade varit eller förväntades vara, daterad mellan augusti och oktober. De upptäckte också att två av de mobiltelefoner som hittades i bilen som Routh körde på dagen då mordförsöket ägde rum visade att han vid flera tillfällen mellan 18 augusti och 15 september hade förföljt Trump nära hans golfbana och hans Mar-a-Lago-residens.
Routh förnekade sig skyldig den 30 september. Ett preliminärt rättegångsdatum sattes av domare Aileen Cannon till den 18 november.
Den 17 oktober begärde Rouths advokater att Cannon skulle dra sig ur målet för att undvika att det skulle framstå som att hon var partisk till Trumps fördel. Detta baserades på att hon två månader tidigare hade ogiltigförklarat det federala åtalet mot Trump angående hans innehav av hemligstämplade dokument. Cannon vägrade dock att dra sig ur målet. Följaktligen flyttades Rouths rättegångsdatum till den 10 februari 2025.
Den 4 november, en dag innan presidentvalet, skickade Routh ett brev till en lokal nyhetsredaktion där han hävdade att om Trump vinner valet, kommer det att innebära "demokratins slut och början på ett inbördeskrig". Han hävdade också att Trump "inte kommer att släppa makten som har getts till honom." Routh bad också Palm Beachs sheriffkontor att "hjälpa landet att vägleda mot demokrati." Åklagare noterade att handstilen i Rouths brev matchade en tidigare påstådd anteckning som diskuterade hans misslyckade försök att mörda Trump, vilket bekräftade att Routh var författaren. När han fick veta att Trump hade vunnit valet uppmanade han landet att "ta bort presidentens kontroll över militären och överföra den till kongressen före januari" och kallade Trump för en "diktator".
Den 26 november adresserade Routh ett brev till nyhetsredaktionen Politico. I brevet kritiserade han både Republikanerna och Demokraterna och hävdade att de konspirerade mot oberoende kandidater. Routh jämförde också sig själv med Thomas Matthew Crooks, som utförde ett tidigare mordförsök på Trump i Pennsylvania, och hävdade att de båda var "beredda att dö för frihet och demokrati." Han övervägde vid flera tillfällen möjligheten av ett nytt inbördeskrig. Innan han skickade brevet berättade Routh för en fängelsevakt som han trodde var demokrat, att de oberoende politikerna var de bättre kandidaterna. Han erkände dock inte mordförsöket på Trump, utan refererade till sig själv som "den påstådda Trump-skytten".
Den 11 december, efter en förhandling i federal domstol, meddelade Rouths advokat att de övervägde att använda ett galenskapsförsvar för honom. De hävdade att Routh hade träffat mentala hälsospecialister och fängelsepsykologer minst två gånger, som alla kallade honom "vanföreställd." Åklagare bekräftade också att Routh hade skrivit upp mot 40 brev till nationella nyhetskanaler i försök att övertyga dem att han var oskyldig. Breven hade dock fångats upp innan de nådde mottagarna. Rouths advokater begärde att rättegången skulle skjutas upp till december 2025. Domaren beviljade begäran delvis och satte ett nytt rättegångsdatum till den 8 september 2025.

## Politiska åsikter
Enligt inlägg på hans Twitter-konto från 2020 har Routh uttryckt olika politiska åsikter genom åren. Routh sa att han röstade på Donald Trump 2016, men 2020 uttryckte han sin missnöje och sa: "Jag kommer att vara glad när du är borta." Rösträkningsdata visade att Routh begärde en frånvaroröst 2016, men de visade sig att han aldrig röstade. I en självpublicerad e-bok (Ukrainas Ounbara Krig: Demokratins Fall, Världens Övergivande och den Globala Medborgaren-Taiwan, Afghanistan, Nordkorea och slutet av Mänskligheten) från 2023, skrev han om sitt tidigare uttalade stöd för Trump och sa: "Jag är tillräckligt manlig för att säga att jag bedömde fel och gjorde ett fruktansvärt misstag". Han skrev vidare "du är fri att mörda Trump likväl som mig för det felet i omdöme". Passagen i fråga var specifikt adresserad till den iranska regeringen. Hans son sade att Routh hatade Trump som "alla rimliga personer gör".
Routh stödde också Bernie Sanders 2020 och kritiserade Joe Biden som "Sleepy Joe". 2024 uttryckte han oro över demokratin i ett inlägg där han taggade Biden och sa att hans kampanjslogan borde vara "Keep America Democratic and Free". 2020 stödde han också Tulsi Gabbard, och krävde en presidentorder om polisbrister och han gjorde flera små donationer till den demokratiska insamlingsplattformen Act Blue, där han bidrog 19 gånger 2019 och 2020 med belopp från $1 till $25, enligt Federal Election Commission. I början av 2024 föreslog han en Nikki Haley och Vivek Ramaswamy-valsedel under de republikanska primärvalen. 2024 röstade han i det demokratiska primärvalet i Guilford. Routh hade dessutom donerat $140 till det demokratiska pariet sedan 2019. Han registrerade sig i North Carolina som en oberoende väljare 2012.
Routh har uttryckt sitt stöd för Taiwan och diskuterade dess politiska status i sin självpublicerade bok och krävde internationell inblandning för att skydda ön från Kina. Enligt olika inlägg på hans Twitter-konto 2023, taggade Routh Haitis polismyndighet och hävdade att han hade tusentals NATO-utbildade afghanska soldater som "önskade tjäna för Haitis polis för billiga löner."

## References
1. ↑  ”Läs: Brottsanmälan mot misstänkt i uppenbart mordförsök på Trump”. 16 september 2024. https://www.cnn.com/2024/09/16/politics/criminal-complaint-apparent-trump-assassination-attempt/index.html.
2. 1 2  Breen, Kerry; Schecter, Anna (16 september 2024). ”Vad vi vet om Ryan Wesley Routh, misstänkt i möjligt mordförsök på Trump på golfbana i Florida”. Vad vi vet om Ryan Wesley Routh, misstänkt i möjligt mordförsök på Trump på golfbana i Florida. CBS News. https://cbsnews.com/news/trump-assassination-attempt-investigation-ryan-wesley-routh-florida/.
3. ↑  ”Mordförsök på Trump: Vem är den misstänkte Ryan Routh?”. Mordförsök på Trump: Vem är den misstänkte Ryan Routh?. Al Jazeera. https://aljazeera.com/news/2024/9/16/trump-assassination-attempt-who-is-suspect-ryan-routh.
4. ↑  ”Trump i säkerhet efter rapporterade skott på hans golfbana”. The New York Times. 15 september 2024. https://nytimes.com/2024/09/15/us/politics/trump-shooting-golf-course.html.
5. 1 2  Shields, Malcolm. ”Federal domare fastställer rättegångsdatum för Ryan Routh”. WPBF. https://www.wpbf.com/article/florida-trial-date-for-ryan-routh-set-for-september-2025/63274019.
6. 1 2  Lewis, Kaitlin (4 november 2024). ”Mordmisstänkte Ryan Routh varnar för inbördeskrig om Trump vinner”. Newsweek. https://www.newsweek.com/ryan-routh-palm-beach-donald-trump-attempted-assassination-election-1980078.
7. ↑  Gurman, Sadie. ”Trump i säkerhet efter ytterligare ett uppenbart mordförsök”. The Wall Street Journal. https://www.wsj.com/us-news/authorities-say-trump-is-safe-after-gun-shots-nearby-654b6fab.
8. ↑  ”Misstänkt skytt sa sig vara redo att slåss och dö i Ukraina”. The New York Times. 15 september 2024. https://www.nytimes.com/2024/09/15/us/politics/trump-shooting-suspect-routh.html.
9. ↑  ”Misstänkt Trump-skytt har flera kopplingar till Guilford County”. https://abc45.com/news/local/suspected-trump-gunman-has-multiple-ties-to-guilford-county.[död länk]
10. 1 2  ”FBI: Son till misstänkt i mordförsök mot Trump gripen för barnpornografibrott”. FBI: Son till misstänkt i mordförsök mot Trump gripen för barnpornografibrott. 24 september 2024. https://www.latimes.com/world-nation/story/2024-09-24/fbi-son-of-suspect-in-trump-assassination-attempt-arrested-on-child-sexual-abuse-images-charges.
11. 1 2  ”Man in custody after Trump golf club incident was once convicted of possessing a machine gun” (på engelska). NBC News. 16 september 2024. https://www.nbcnews.com/news/us-news/ryan-routh-custody-trump-golf-club-incident-rcna171225.
12. ↑  ”Man gets 106 years for preying on elderly”. News and Record. May 2, 1992. https://greensboro.com/man-gets-106-years-for-preying-on-elderly/article_5e9fee47-c957-59d0-a3e4-31c076d87202.html.
13. ↑  Woodall, Bernie (August 26, 1991). ”Police Organization Honors 'Super Citizen'”. News and Record. https://greensboro.com/article_d76ccec9-b1cf-5618-aa7c-46a0a25d1d01.html.
14. 1 2 3  ”5 things to know about the apparent assassination attempt on Trump at one of his golf courses” (på engelska). Associated Press. September 16, 2024. https://apnews.com/article/trump-assassination-attempt-what-to-know-564c56e167c3cdc6c50f6a2e91db9a6c.
15. 1 2 3  Henderson, Barney; Lewis, Kaitlin (September 15, 2024). ”Ryan Wesley Routh, would-be Trump assassin, fought in Ukraine, supports war” (på engelska). Newsweek. https://www.newsweek.com/donald-trump-suspect-shooting-assassination-attempt-west-palm-beach-1954191.
16. ↑  ”Man with gun barricades self inside business” (på engelska). Greensboro News and Record. December 16, 2002. https://greensboro.com/article_3006b4f9-9370-5b08-a54e-46c87faf6cbe.html.
17. 1 2  Mikkelsen, Emily; Skipper, Elijah; Melrose, Justyn (September 15, 2024). ”Greensboro neighbor describes man accused of attempting Trump assassination, says 'a lot of people were afraid of him'”. Fox 8. https://myfox8.com/news/north-carolina/greensboro/trump-shooting-attempt-suspect-had-lengthy-criminal-history-in-north-carolina-records-show/. Arkiverad 17 september 2024 hämtat från the Wayback Machine.
18. ↑  Romero, Dennis (September 15, 2024). ”Man in custody after Trump golf club incident was once convicted of possessing a machine gun”. Newsweek. https://www.nbcnews.com/news/us-news/ryan-routh-custody-trump-golf-club-incident-rcna171225.
19. 1 2 3  Page, Myriam (September 16, 2024). ”'Not the man I know': Ryan Routh 'isn't violent' but does hate Trump, reveals son”. The Independent. https://www.the-independent.com/news/world/americas/us-politics/ryan-wesley-routh-son-trump-hate-b2613510.html.
20. ↑  Conklin, Audrey (September 17, 2024). ”Neighbor of accused Trump gunman Ryan Wesley Routh says family was 'weird,' kept 'live horse' and guns in their house”. The Independent. https://nypost.com/2024/09/17/us-news/neighbor-of-accused-trump-gunman-ryan-routh-says-family-was-weird/.
21. ↑  ”EXCLUSIV Recrutor pentru Legiunea Internațională: Vă încurajez să veniți și să luptați în Ucraina | Newsweek Romania” (på engelska). newsweek.ro. 14 juni 2022. https://newsweek.ro/international/exclusiv-recrutor-pentru-legiunea-internationala-va-incurajez-sa-veniti-si-sa-luptati-in-ucraina.
22. ↑  Leber, Sebastian (16 september 2024). ”"Ich drücke den Abzug gern": Tagesspiegel-Reporter traf den Mann, der Trump erschießen wollte” (på German). Der Tagesspiegel. https://www.tagesspiegel.de/gesellschaft/ich-drucke-den-abzug-gern-tagesspiegel-reporter-traf-den-mann-der-trump-erschiessen-wollte-12377342.html.
23. ↑  Gibbons-Neff, Thomas (15 september 2024). ”New York Times Reporter Revisits Earlier Interview With Suspect at Trump Golf Course” (på engelska). The New York Times. https://www.nytimes.com/2024/09/15/us/politics/trump-routh-ukraine-interview.html.
24. ↑  Pinho, Faith E.; Nelson, Laura J.; Winton, Richard (16 september 2024). ”Trump assassination attempt suspect said he had hoped to fight in Ukraine” (på amerikansk engelska). Los Angeles Times. https://www.latimes.com/politics/story/2024-09-15/trump-golf-club-gun-suspect-ryan-routh-social-media-posts-ukraine.
25. ↑  ”Elite US-trained Afghan soldiers want to fight for Ukraine” (på engelska). YouTube. 9 mars 2023. https://www.youtube.com/watch?v=T-p7bW9AWLk.
26. ↑  Norton, Tom (16 september 2024). ”Fact Check: Was Trump assassination suspect Ryan Routh in BlackRock ad?”. Newsweek. https://www.newsweek.com/ryan-routh-donald-trump-assassination-attempt-blackrock-ad-1954344.
27. ↑  van Brugen, Isabel (16 september 2024). ”Exclusive: Ryan Wesley Routh "delusional and a liar'—Ukraine volunteer” (på engelska). Newsweek. https://www.newsweek.com/ryan-wesley-routh-trump-assassination-ukraine-recruiter-1954348.
28. ↑  ”Ryan Routh: What we know about Trump assassination attempt suspect” (på brittisk engelska). www.bbc.com. https://www.bbc.com/news/articles/c3611zjjnd2o.
29. ↑  ”Donald Trump assassination attempt live: Suspect in Trump assassination attempt lay in wait for 12 hours” (på engelska). The Telegraph. September 16, 2024. https://www.telegraph.co.uk/us/news/2024/09/16/donald-trump-shooting-ukraine-activist-latest-updates/.
30. ↑  Richer, Alanna Durkin; Long, Colleen; Tucker, Eric; Miller, Zeke; Matat, Stephany (September 16, 2024). ”Trump was the subject of an apparent assassination attempt at his Florida golf club, the FBI says”. Associated Press. https://apnews.com/article/trump-shooting-gunshots-florida-f62f8378d3a8ce7b2e99d6a8fb40aba9.
31. ↑  Herb, Jeremy (September 17, 2024). ”Inside the fateful 12 hours of an apparent assassination attempt outside the Trump International Golf Club” (på engelska). CNN. https://www.cnn.com/2024/09/17/politics/inside-apparent-assassination-attempt-trump/index.html.
32. 1 2 3  Picheta, Rob; Yeung, Rob; Rebane, Teele; Harvey, Lex (September 16, 2024). ”What we know about Ryan Wesley Routh, the suspect in the apparent second Trump assassination attempt” (på engelska). CNN. https://www.cnn.com/2024/09/16/us/ryan-routh-trump-what-we-know-intl-hnk/index.html.
33. ↑  Coen, Susie (September 16, 2024). ”Suspect in Trump assassination attempt laughs in court” (på engelska). The Telegraph. https://www.telegraph.co.uk/us/news/2024/09/16/ryan-routh-suspect-in-assassination-attempt-on-trump-laughs/.
34. ↑  Smith, Stephen (September 16, 2024). ”Bodycam video shows arrest of suspect in apparent Trump attempted assassination”. CBS News. https://www.cbsnews.com/news/trump-assassination-attempt-bodycam-suspect-ryan-routh-arrested/.
35. ↑  Schonfeld, Zach (September 24, 2024). ”Trump suspect charged with attempted assassination, case lands in Cannon's court” (på engelska). The Hill. https://thehill.com/regulation/court-battles/4897556-trump-suspect-attempted-assassination/.
36. ↑  Sorace, Stephen (December 19, 2024). ”New charge against Ryan Routh, suspect in attempted Trump assassination” (på engelska). Fox News. https://www.foxnews.com/us/new-charge-against-ryan-routh-suspect-in-attempted-trump-assassination.
37. ↑  Mikkelsen, Emily (October 2, 2024). ”Son of man accused in Trump assassination attempt pleads not guilty to federal child porn charges”. WGHP. https://myfox8.com/news/north-carolina/greensboro/son-of-man-accused-in-trump-assassination-attempt-pleads-not-guilty-to-federal-child-porn-charges/. Läst 15 oktober 2024. Arkiverad 3 oktober 2024 hämtat från the Wayback Machine.
38. ↑  ”Son of Greensboro man charged in Trump assassination attempt indicted on more federal child pornography charges, court documents show”. Son of Greensboro man charged in Trump assassination attempt indicted on more federal child pornography charges, court documents show. https://myfox8.com/news/north-carolina/greensboro/son-of-man-charged-in-trump-assassination-attempt-indicted-on-more-federal-child-pornography-charges-court-documents-show/. Arkiverad 31 december 2024 hämtat från the Wayback Machine.
39. ↑  Goudsward, Andrew (September 23, 2024). ”Alleged Trump gunman wrote of 'assassination attempt,' prosecutors say”. Reuters. https://www.reuters.com/world/us/trump-attempted-assassination-suspect-ryan-routh-appear-court-2024-09-23/.
40. ↑  Thrush, Glenn (September 23, 2024). ”Suspect in Trump Assassination Attempt Outlined Plans in Note”. New York Times. https://www.nytimes.com/2024/09/23/us/politics/trump-assassination-attempt-routh-hearing.html.
41. ↑  King, Ryan (September 23, 2024). ”Bill Barr blasts DOJ for releasing letter of alleged would-be Trump assassin Ryan Wesley Routh: 'Dumbfounded'”. Aol. https://www.aol.com/bill-barr-blasts-doj-releasing-223849988.html.
42. ↑  ”Ryan Wesley Routh Indicted for Attempted Assassination of Former President Trump”. Department of Justice. September 24, 2024. https://www.justice.gov/opa/pr/ryan-wesley-routh-indicted-attempted-assassination-former-president-trump.
43. ↑  Matat, Stephany; Richter, Alanna Durkin (30 september 2024). ”Man anklagad för mordförsök på Trump nekar till federala anklagelser”. Associated Press. https://apnews.com/article/trump-attempted-assassination-ryan-routh-arraignment-d96d9bb2cdbcdbebfcac6e4b51a230c6.
44. ↑  ”Novemberrättegång satt för misstänkt i mordförsök på Trump”. Reuters. 1 oktober 2024. https://www.reuters.com/world/us/november-trial-set-suspect-trump-assassination-attempt-2024-10-01/.
45. ↑  Vlachou, Marita (18 oktober 2024). ”Man som försökte mörda Trump i Florida vill att domare Aileen Cannon avlägsnas från hans fall”. HuffPost. https://www.huffpost.com/entry/ryan-routh-motion-for-cannon-removal_n_6712552fe4b08d7bcf690103.
46. ↑  ”Domaren vägrar att dra sig ur Trumps mordförsök. Här är varför”. WFLX. 29 oktober 2024. https://www.wflx.com/2024/10/29/judge-wont-step-down-trump-assassination-attempt-case-heres-why/.
47. 1 2  Lubin, Rhian (26 november 2024). ”Andra påstådda Trump-mördaren skriver brev från fängelset och nämner första gärningsmannen”. Aol. https://www.aol.com/second-alleged-trump-assassin-writes-172354186.html.
48. ↑  Khardori, Ankush (26 november 2024). ”En av Trumps påstådda mördare skickade mig ett brev”. Politico. https://www.politico.com/news/magazine/2024/11/26/ryan-routh-trump-alleged-assassin-letter-column-00190211.
49. ↑  Gibson, Jake; Sorace, Stephen (11 december 2024). ”Trump-mordförsöksmisstänkts försvar överväger galenskapsförsvar”. Fox News. https://www.foxnews.com/us/trump-assassination-attempt-suspect-ryan-routh-face-court-hearing-after-moving-delay-trial.
50. ↑  ”Nytt rättegångsdatum satt för misstänkt i Trump-mordförsök”. WPTV. 24 december 2024. https://www.wflx.com/2024/12/24/new-trial-date-set-suspect-trump-assassination-attempt/.
51. ↑  ”Suspect in Donald Trump assassination attempt may have been 'politically motivated' ADL says” (på engelska). The Jerusalem Post. 16 september 2024. https://www.jpost.com/international/article-820281.
52. ↑  ”Officials: Suspect in assassination attempt on Trump isn't Republican Fact check”. USA Today. 17 september 2024. https://www.usatoday.com/story/news/factcheck/2024/09/17/ryan-wesley-routh-not-registered-republican-fact-check/75254525007/.
53. ↑  ”Contrary To Online Claims, Trump Suspect Is Registered Independent Voter”. Barron's. 16 september 2024. https://www.barrons.com/news/contrary-to-online-claims-trump-suspect-is-registered-independent-voter-200019a6.
54. 1 2  Guzman, Chad de (16 september 2024), ”What We Know—and Don't Know—So Far About the Trump Golf Course Shooter” (på engelska), TIME, https://time.com/7021494/ryan-wesley-routh-trump-golf-course-shooter-politics-iran-ukraine/, läst 16 september 2024
55. ↑  Gerstein, Josh (16 september 2024). ”North Carolina man charged in Trump incident may have waited near his golf course for nearly 12 hours”. Politico. https://www.politico.com/news/2024/09/16/ryan-routh-trump-assassination-gun-charges-00179308. Läst 16 september 2024.
56. ↑  Brooks, Brad (16 september 2024). ”Ryan Routh: What we know about suspect in Trump assassination attempt”. Reuters. https://www.reuters.com/world/us/what-we-know-about-reported-suspect-behind-apparent-trump-assassination-attempt-2024-09-16/.
57. ↑  ”Ryan Wesley Routh: What we know about suspect in Trump assassination attempt in Palm Beach County” (på engelska). 16 september 2024. https://www.wptv.com/news/trump/ryan-wesley-routh-what-we-know-about-suspect-in-trump-assassination-attempt-in-palm-beach-county.
58. ↑  Guzman, Chad de (16 september 2024), ”What We Know—and Don't Know—So Far About the Trump Golf Course Shooter” (på engelska), TIME, https://time.com/7021494/ryan-wesley-routh-trump-golf-course-shooter-politics-iran-ukraine/, läst 16 september 2024
59. ↑  Vargas, Ramon Antonio (16 september 2024). ”Son of suspect speaks after apparent Trump assassination attempt in Florida” (på brittisk engelska). The Guardian. ISSN 0261-3077. https://www.theguardian.com/us-news/2024/sep/15/trump-florida-shooter-suspect-son-ukraine.
60. ↑  ”Ryan Wesley Routh: The assassination suspect who flew to Ukraine and urged Americans to join him” (på engelska). The Telegraph. 16 september 2024. https://www.telegraph.co.uk/us/news/2024/09/16/ryan-wesley-routh-58-ukraine-supporter-hawaii/.